# Angeline Favre
Angeline Favre (4 de julio de 2000) es una deportista suiza que compite en esgrima, especialista en la modalidad de espada. Sus hermanos Hadrien y Aurore compiten en el mismo deporte.
Ganó dos medallas en el Campeonato Europeo de Esgrima, en los años 2024 y 2025.

## Palmarés internacional
| Campeonato Europeo | Campeonato Europeo | Campeonato Europeo | Campeonato Europeo |
| Año                | Lugar              | Medalla            | Prueba             |
| ------------------ | ------------------ | ------------------ | ------------------ |
| 2024               | Basilea (Suiza)    | Medalla de bronce  | Espada individual  |
| 2025               | Génova (Italia)    | Medalla de plata   | Espada por equipos |